# Erich von Hornbostel
Erich Moritz von Hornbostel (Viena, 25 de fevereiro de 1877 — Cambridge, 28 de novembro de 1935) foi um etnomusicólogo austríaco. Ele foi pioneiro no campo da etnomusicologia e no sistema de classificação de instrumentos musicais conhecido como Sachs-Hornbostel, que ele desenvolveu em conjunto com Curt Sachs.

## Vida
Criado em um lar altamente musical, Hornbostel estudou piano, harmonia e contraponto. Embora no final de sua adolescência ele fosse um artista e compositor habilidoso, seus estudos universitários (Heidelberg, 1895-1899) foram em ciências naturais e filosofia, e seu PhD em química (Heidelberg, 1900). Ele então se mudou para Berlim, onde, influenciado por Carl Stumpf, combinou seus estudos musicológicos com a psicologia experimental, especialmente os fenômenos da psicologia tonal. Tornou-se assistente de Stumpf no Instituto Berliner Psychologischen e, quando seus arquivos se tornaram a fundação do Phonogramm-Archiv de Berlim em 1905, Hornbostel foi nomeado seu primeiro diretor, cargo que ocupou até ser demitido em 1933 pelo regime nazista uma vez que sua mãe, a cantora Helene Magnus, era judia. Foi durante esse período que Hornbostel trabalhou em conjunto com Curt Sachs para produzir o método Sachs–Hornbostel, publicado em 1914.
Ele se mudou para a Suíça, depois para os Estados Unidos e, finalmente, para Cambridge, onde trabalhou em um arquivo de música tradicional não-europeu. Ele morreu lá em 1935.

## Contribuições
Hornbostel trabalhou principalmente no campo da etnomusicologia, então chamado de musicologia comparativa. Em 1906 ele foi para os Estados Unidos para estudar a música e a psicologia dos Pawnee, tribo nativa norte-americana do estado de Oklahoma. Naquela época, a música popular da Tunísia e dos ilhéus do Mar do Sul já haviam sido estudadas por ele.
Entre os estudantes de Hornbostel estava o compositor norte-americano Henry Cowell. Hornbostel especializou-se em música africana e asiática, gravando diversas composições e desenvolvendo um sistema que facilitou a transcrição da notação musical não-ocidental da composição para o papel. Ele viu os diferentes tons musicais usados por vários grupos como um elemento essencial na determinação do caráter de sua música, e trabalhou precisamente para comparar as várias afinações. Muito desse trabalho foi criticado desde então, mas em sua época foi uma área pouco explorada. Hornbostel também argumentou que a música deveria fazer parte da pesquisa antropológica geral.
Também contribuiu para a teoria da audição binaural, propondo a teoria da diferença de tempo interaural como o sinal principal, e para o desenvolvimento de dispositivos de localização de som (visando encontrar as direções a serem usadas por artilharia, aviões, submarinos, etc.) para o esforço de guerra alemão durante a Primeira Guerra Mundial. Com Max Wertheimer, ele desenvolveu um dispositivo de escuta direcional chamado Wertbostel.

## Obras
- Hornbostel, Erich M. von. 1910. Über vergleichende akustische und musikpsychologische Untersuchungen. Beiträge zur Akustik und Musikwissenschaft 5: 143-167
- Stumpf, C. and E. v. Hornbostel. 1911. Über die Bedeutung ethnologischer Untersuchungen für die Psychologie und Ästhetik der Tonkunst. Beiträge zur Akustik und Musikwissenschaft 6: 102-115
- Hornbostel, E. v. 1913. Über ein akustisches Kriterium für Kulturzusammenhänge. Beiträge zur Akustik und Musikwissenschaft 7: 1-20
- Erich M. v. Hornbostel and Curt Sachs: Systematik der Musikinstrumente. Ein Versuch. In: Zeitschrift für Ethnologie. Band 46, 1914, Heft 4–5, S. 553–590.
- Beobachtungen über ein- und zweiohriges Hören. In: Zeitschrift für Psychologie und ihre Grenzwissenschaften. Band 4, 1923, S. 64–114.